# Bassus perforator
Bassus perforator är en stekelart som först beskrevs av Léon Abel Provancher 1880.  Bassus perforator ingår i släktet Bassus och familjen bracksteklar. Inga underarter finns listade.